# Гнучий Пантелеймон Панасович
Пантелеймон Панасович Гнучий (6 серпня 1925, Степанівка — 31 жовтня 1999) — радянський офіцер, Герой Радянського Союзу, в роки радянсько-німецької війни стрілець 105-го гвардійського стрілецького полку 34-ї гвардійської Єнакіївської Червонопрапорної стрілецької дивізії 46-ї армії 3-го Українського фронту, гвардії рядовий.

## Біографія
Народився 6 серпня 1925 року в селі Степанівка Драбівського району Черкаської області в сім'ї селянина. Українець. Член КПРС з 1950 року. Закінчив початкову школу. Потім вступив до школи фабрично-заводського учнівства, де здобув фах столяра.
Коли почалася радянсько-німецька війна, потрапив в оточення і до вересня 1943 року перебував на окупованій ворогом території. У серпні 1943 року за зв'язок з партизанами був заарештований, допитували спочатку в жандармерії, потім у київському гестапо. У вересні 1943 року був звільнений наступаючими частинами Червоної армії і вступив до її лав.
У боях війни з січня 1944 року. Воював на 3-му Українському фронті. Брав участь у відвоюванні Кривого Рогу, Дніпропетровської, Кіровоградської, Миколаївської, Херсонської та Одеської областей. Після важких боїв біля Південного Бугу в квітні 1944 року форсував Дністер.
17 квітня 1944 року рядовий П. П. Гнучий у складі групи з 10 бійців на чолі з гвардії лейтенантом Б. С. Васильєвим-Китіним, незважаючи на безперервні атаки переважаючих сил ворога, зайняв висоту на правому березі Дністра біля села Раскаеци Суворовського району Молдови.
Протягом 36 годин група гвардійців відбила сімнадцять контратак противника, знищивши до 250 ворожих солдатів і офіцерів. Гвардійці захопили 5 кулеметів, 38 автоматів і 45 гвинтівок. Всі бійці безперервно вели вогонь, вміло діючи не тільки своєю, а й відбитою у ворога зброєю.
У розпал бою П. П. Гнучий підповз до ворожої вогневої точки, що прикривала траншею, і гранатами знищив обслугу станкового кулемета, захопивши чотири гвинтівки і шість ящиків патронів. Зайнявши вигідну позицію попереду взводу, він під час чергової контратаки гітлерівців сміливо вступив у бій. Маючи три автомати і дві гвинтівки, П. П. Гнучий вів безперервний вогонь і розсіяв до роти ворожої піхоти. Гітлерівці відступили, втративши півтора десятка солдатів пораненими й убитими.
Коли гітлерівці пішли в дев'яту атаку, П. П. Гнучий прикривав гвардійців з флангу. Осколками міни його поранило в спину і праву руку. Але, стікаючи кров'ю, воїн не залишив поля бою, вів далі вогонь з автомата лівою рукою доти, доки не знепритомнів.
Указом Президії Верховної Ради СРСР від 13 вересня 1944 року за зразкове виконання бойових завдань командування і проявлені при цьому мужність і героїзм гвардії рядовому Пантелеймону Опанасовичу Гнучому присвоєно звання Героя Радянського Союзу з врученням ордена Леніна і медалі «Золота Зірка» (№ 4861).
Після Дня Перемоги П. П. Гнучий разом з бойовими однополчанами добивав біля австрійського міста Грац велике фашистське угруповання.
З 1946 року капітан П. П. Гнучий — в запасі. У 1959 році закінчив Тбіліський інститут інженерів залізничного транспорту. Працював начальником залізничної станції. Жив у місті Світловодськ Кіровоградської області. Помер 31 жовтня 1999 року.

## Нагороди
Нагороджений орденами Леніна (1944), Вітчизняної війни 1-го ступеня (1985), медалями.